# Bazylika Nostra Signora Assunta w Genui
Bazylika Nostra Signora Assunta (pol. bazylika Wniebowzięcia Najświętszej Maryi Panny) – rzymskokatolicki kościół w Genui w dzielnicy Sestri Ponente. Jest kościołem parafialnym w parafii pod tym samym wezwaniem, należącej do dekanatu Sestri Ponente w Archidiecezji Genui. 
Zbudowany został na początku XVII wieku w stylu barokowym. Nowa fasada pochodzi z 1932 roku.
Od 1951 roku nosi tytuł bazyliki mniejszej.

## Historia i architektura

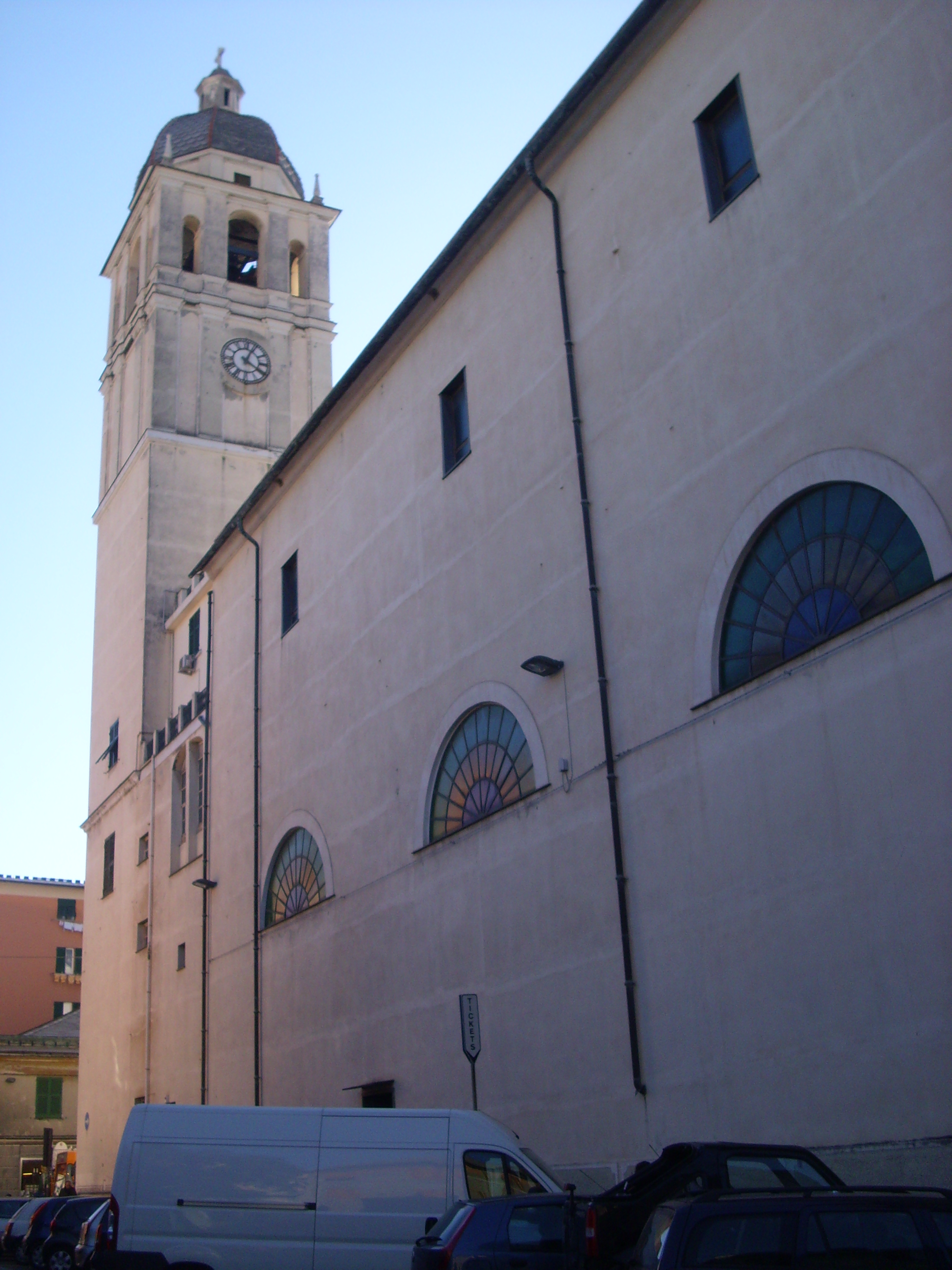
Fasada boczna i dzwonnica

### XVII wiek
6 czerwca 1607 roku wpłynęła do Senatu Genui prośba mieszkańców Sestri o zgodę na budowę nowego kościoła. 1 października 1610 roku Senat wydał zezwolenie na budowę. Nie jest znane nazwisko projektanta; być może był nim lombardzki architekt Rocco Pellone. 4 października 1610 Giovanni Battista Dario, archiprezbiter katedry św. Wawrzyńca położył kamień węgielny pod budowę, która została ukończona 24 października 1618 roku. 22 grudnia 1620 roku arcybiskup Domenico De Marini erygował przy kościele parafię, jedyną w dzielnicy. W 1624 roku do kościoła dobudowano dzwonnicę. 10 października 1629 roku dokonano konsekracji kościoła. Dekoracje wnętrza wykonał w 1635 roku Giulio Benso, autor fresku Wniebowzięcie w centrum sklepienia. 24 czerwca 1672 roku arcybiskup Giambattista Spinola ustanowił przy kościele archiprezbiterat nadając mu jednocześnie tytuł honorowy insigne. 

### XVIII–XIX wiek
W latach 1869–1871 Nicolò Barabino wraz ze swoimi trzema uczniami wykonał nowe dekoracje wnętrza. 26 października 1884 roku miała miejsce ponowna konsekracja kościoła.

### XX wiek
W 1932 roku kościół otrzymał nową fasadę, ozdobioną płaskorzeźbą Wniebowzięcie i posągami św. Jana Chrzciciela i św. Józefa dłuta pochodzącego z Sestri rzeźbiarza Luigiego Venzano.
10 sierpnia 1951 roku papież Pius XII nadał kościołowi Nostra Signora Assunta tytuł bazyliki mniejszej.

### XXI wiek
W latach 2003–2006 dokonano restauracji fresków w nawie i kaplicach bocznych.